# Sturzkampfgeschwader 167
Das Sturzkampfgeschwader 167 war ein Verband der Luftwaffe der Wehrmacht vor dem Zweiten Weltkrieg. Es war mit Sturzkampfbombern vom Typ Heinkel He 50 und Henschel Hs 123 ausgestattet und bildete Besatzungen für Luftangriffe mit Fliegerbomben aus. Es wurde am 1. April 1938 in das Sturzkampfgeschwader 168 eingegliedert.

## Geschichte
Die I. Gruppe des Sturzkampfgeschwaders 167 entstand im Rahmen der Aufrüstung der Luftwaffe am 1. April 1937 in Lübeck-Blankensee. (Lage) Ein Geschwaderstab oder weitere Gruppen existierten nicht.
Das Geschwader flog mit der Heinkel He 50 und der Henschel Hs 123. Am 1. April 1938, nach dem Anschluss Österreichs an das Deutsche Reich, wurde die I. Gruppe in Graz-Thalerhof (Lage) in die I. Gruppe des Sturzkampfgeschwaders 168 umgewandelt.

## Gruppenkommandeur
- Hauptmann Heinz Freiherr von Beaulieu-Marconnay, 1. August 1937 bis 1. April 1938[3]

## Bekannte Geschwaderangehörige
- Bernd von Brauchitsch (1911–1974), war ein Manager und Vorsitzender der Landesvereinigung der Schleswig-Holsteinischen Arbeitgeberverbände, des Arbeitgeberverbandes für die Chemische Industrie und Kunststoffverarbeitung Schleswig-Holsteins sowie des Wirtschaftsverbandes Asbest und saß im Vorstand der Bundesvereinigung der Deutschen Arbeitgeberverbände